# The Adventures of Hello Kitty & Friends
The Adventures of Hello Kitty and Friends (Em chinês tradicional： Hello Kitty 愛漫遊) (Conhecida como As Aventuras de Hello Kitty e os Amigos em Portugal e As Aventuras de Hello Kitty e Amigos no Brasil) é uma série animada nipo-sino-americana em 3D computadorizada, sobre a protagonista Hello Kitty e outros personagens da empresa japonesa Sanrio. Foi produzida em 2006 pela Sanrio Digital e Dream Cortex e distribuída pela Sanrio Digital. É composta por 52 episódios e trata sobre a felicidade, família e amizade.
Em Portugal a série foi emitida pela RTP2. No Brasil a série estreou no dia 1 de janeiro de 2015 no Boomerang. Já no Brasil via Streaming está no  Looke , Amazon Prime e SBT Vídeos

## Produção
A série foca nos valores fundamentais estabelecidos há mais de 30 anos atrás pela Sanrio, tais como: felicidade, os valores da família, amizade e valores educativos.
- Ao contrário da antiga série, que teve episódios curtos e bonitos, esta é uma série de TV educativa que tem como alvo principal as crianças e seus pais.
- A animação trabalha em conjunto com atores reais em ensinar as crianças a partir de dois a seis anos de idade sobre palavras, matemática simples, formas, cores e línguas estrangeiras como o chinês e japonês.
- A série oferece uma forma divertida para as crianças aprenderem sobre a interação e comportamento social, enquanto seguem as aventuras de Hello Kitty.
- Hello Kitty estabelece uma nova imagem, dar às crianças mais coisas para aprender, ao invés de apenas ser doce e fofa.

## Personagens

### Protagonistas
- Hello Kitty: Kitty é uma menina alegre e de bom coração. Os bolinhos cozidos é o seu forte, mas o que ela mais gosta é de comer uma fatia de torta de maçã da Mamãe! Kitty e sua irmã gêmea Mimmy são as melhores amigas. Ela tem uma queda pelo Dear Daniel e Melody é sua melhor amiga.

- Dear Daniel: (Querido Daniel na dublagem brasileira) Daniel é um menino gato similar a Hello Kitty. Possui uma personalidade muito parecida com a de Kitty, sendo um garoto calmo e educado que gosta de ajudar seus amigos. Foi introduzido no segundo episódio como o aluno novo da classe do Sr. White a princípio sendo mostrado tímido, mas depois conquistando a confiança dos outros. Possui uma queda por Kitty.

- My Melody: Melody é uma menina bonita que ama biscoitos e adora partilhar com seus amigos. Ela é um coelho que veste uma capa vermelha e ela também usa uma flor branca perto de sua orelha direita. Nesta série ela não possui boca.

- Pochacco: Pochacco é um filhote de cachorro amigável, um pouco pateta que ama jogar futebol (especialmente de goleiro), dormir e resolver mistérios em seu tempo livre.

- Badtz-Maru: Badtz-Maru é um pinguim arteiro e um pouco arrogante. Gosta de fazer brincadeiras com seus amigos e as vezes se exibir e ser o centro das atenções. Muitas vezes aprende com seus erros e com a ajuda de seus amigos. Ele também gosta de se imaginar como um super-herói chamado de OX Man. Mostra uma boa amizade com Keroppi e Pochacco.

- Keroppi: Keroppi é um sapo tímido e ingênuo. Tende a ser o mais calado da turma, porém sempre conta com a ajuda de seus amigos para as situações. É amigo de Pochacco e Badtz-Maru.

### Outros personagens
- Sr. White: O professor da escola onde Hello Kitty e seus amigos estudam. Ele se parece muito com Anthony, o avô de Kitty.

- Little Twin Stars: (Estrelas Gêmeas na dublagem brasileira) Little Twin Stars são a dupla Kiki e Lala e vivem em uma nuvem no céu. Eles possuem poderes mágicos com os quais eles ensinam lições e resgatar Hello Kitty e seus amigos.

- Cinnamoroll: Cinnamoroll é um menino doce, tímido, que tem uma loja de café sobre rodas ao redor da SanrioTown. Sua capacidade de voar usando suas orelhas flexíveis grandes vem a calhar.

Na série também é possível ver outros personagens da Sanrio aparecendo como figurantes em alguns episódios incluindo protagonistas como Pompompurin, Chococat, Corocorokuririn, Pekkle e Laundry, e secundários como Pochi, Hana-Maru e Pandaba (universo Badtz-Maru) e a mãe de Hello Kitty (Mary White).

## Dobragem Portuguesa
- Tradução: Marta Lopes
- Direcção de Dobragem: Jorge Paupério
- Produção: Paula Varandas
- Interpretação: Joana Carvalho, Ângela Marques, Rute Pimenta, Jorge Seabra Paupério, Raquel Rosmaninho, Isabel Silva, Sissa Afonso
- Uma Produção RTP executada por: Somnorte

## Transmissão mundial
| País                                         | Canal                              |
| -------------------------------------------- | ---------------------------------- |
| Itália                                       | Cartoon Network                    |
| Hong Kong                                    | TVB Jade TVB Kids                  |
| Singapura                                    | MediaCorp                          |
| Portugal                                     | RTP2                               |
| Finlândia                                    | MTV3                               |
| Taiwan                                       | Cartoon Network                    |
| Filipinas                                    | Cartoon Network GMA Network QTV 11 |
| Noruega                                      | TV2                                |
| Tailândia                                    | TIGA                               |
| França                                       | France 5                           |
| Indonésia                                    | B Channel                          |
| Estados Unidos · Canadá · Austrália · Europa | Disney Junior                      |
| Israel                                       | Israeli Educational Television     |
| Reino Unido                                  | CITV Cbeebies Tiny Pop             |
| Espanha                                      | La 2 Clan TVE                      |
| Brasil · América Latina                      | Boomerang SBT Vídeos               |

## Prêmios e reconhecimento
- Hong Kong ICT Awards 2008[4]
- DigiCon 2008[5]